# Col de Joux-Plane

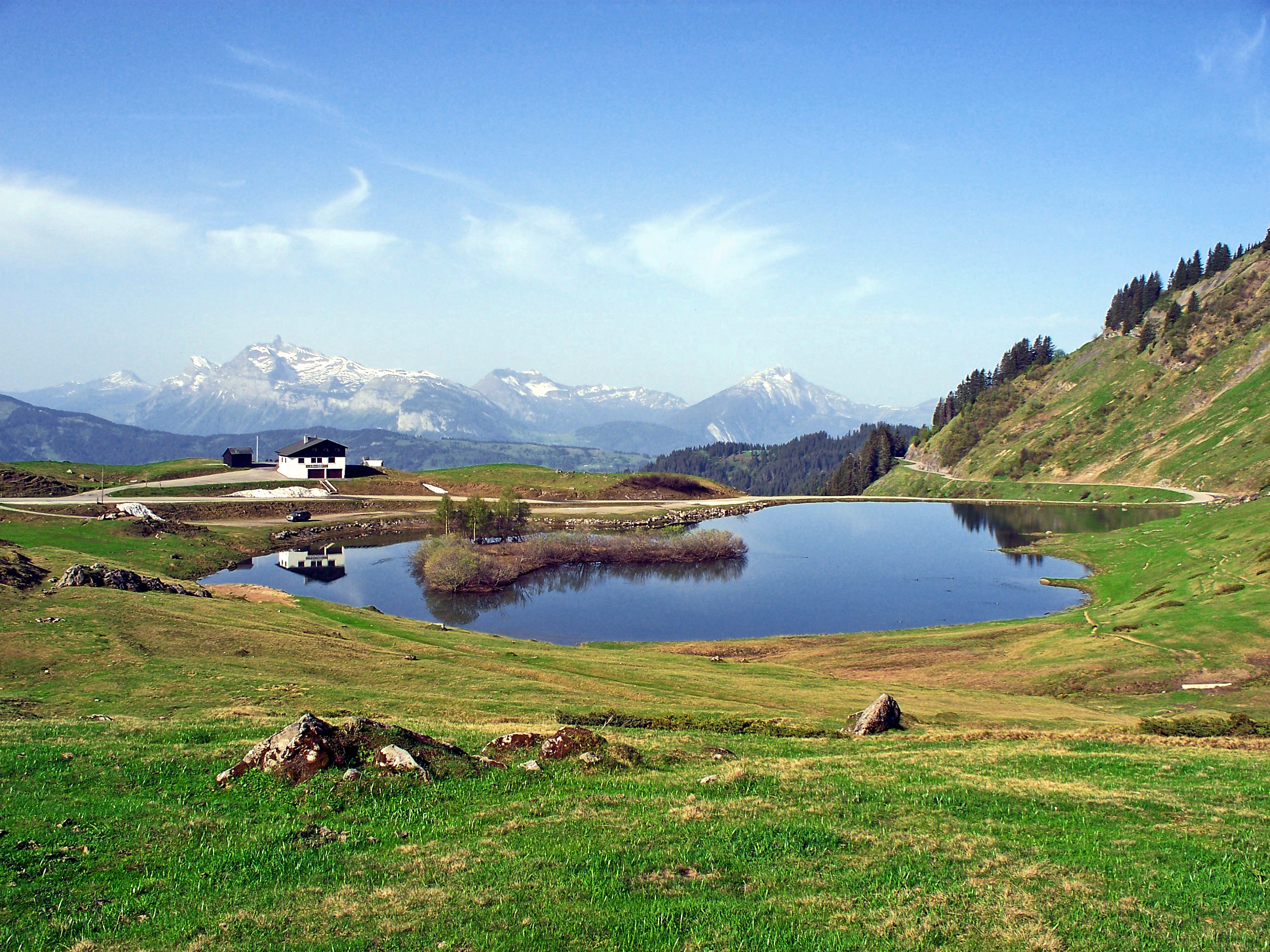
Vista del lago del col de Joux Plane, con la cima de la carretera, desde el col geográfico.

El Col de Joux-Plane es un puerto de montaña situado en los Alpes franceses que culmina a 1691 m s. n. m., cerca de Samoëns, en el departamento de Alta Saboya, en la región francesa de Ródano-Alpes.
Este puerto tiene una longitud de 11,7 km con una pendiente media del 8,5%.
La parte más alta de la carretera pasa unas decenas de metros por debajo de la cima geográfica del col, a 1712 m s. n. m., a la que se puede llegar por un sendero a pie. La carretera rodea la cresta formada por la Tête du Vuargne (1826 metros de altitud) y pasa por el Col du Ranfolly (1656 metros de altitud) antes de descender hacia Morzine.
El col de Joux-Plane es una de las pistas de rallyes reproducidas en el videojuego Richard Burns Rally.

## Ciclismo
El col de Joux Plane ha sido sorteado en un total de 13 ocasiones en el Tour de Francia. Está clasificado en la categoría Hors-Catégorie (HC, o en castellano, de Categoría Especial) desde 1987. 
El col siempre se ha subido en el transcurso de la etapa, acabando en la localidad de Morzine, a unos 15 km del final del descenso.
Los corredores que han pasado en primer lugar por la cima del puerto son:
| Año  | Etapa | Categoría | Comienzo                | Primero en la cima  |
| ---- | ----- | --------- | ----------------------- | ------------------- |
| 2023 | 14    | HC        | Annemasse               | Jonas Vingegaard    |
| 2016 | 20    | HC        | Megève                  | Jarlinson Pantano   |
| 2006 | 17    | HC        | Saint-Jean-de-Maurienne | Floyd Landis        |
| 2000 | 16    | HC        | Courchevel              | Richard Virenque    |
| 1997 | 15    | HC        | Courchevel              | Marco Pantani       |
| 1991 | 18    | HC        | Le Bourg-d'Oisans       | Thierry Claveyrolat |
| 1987 | 22    | HC        | La Plagne               | Eduardo Chozas      |
| 1984 | 19    | 1         | La Plagne               | Ángel Arroyo        |
| 1983 | 18    | 1         | Alpe d'Huez             | Jacques Michaud     |
| 1982 | 17    | 1         | Le Bourg-d'Oisans       | Peter Winnen        |
| 1981 | 18    | HC        | Thonon-les-Bains        | Robert Alban        |
| 1980 | 17    | 1         | Serre Chevalier         | Mariano Martínez    |
| 1978 | 17    | 1         | Grenoble                | Christian Seznec    |